# Frederik af Hausen
Frederik af Hausen (tysk: Friedrich von Hausen, middelhøjtysk: Friderich von Hûsen) var en middelalderlig tysk digter, en af de tidligste Minnesänger, der blandt andre var en inspiration for Bernger af Horheim, og var med i kredsen omkring den senere tysk-romerske kejser Henrik 6. i dennes unge dage. Han blev født omkring 1150–60 og døde 6. maj 1190.